# Первишин Андрій Сергійович
Андрій Сергійович Первишин (рос. Андрей Сергеевич Первышин; 2 лютого 1985, м. Архангельськ, СРСР) — російський хокеїст, захисник. Виступає за СКА (Санкт-Петербург) у Континентальній хокейній лізі. Майстер спорту.
Вихованець хокейної школи «Локомотив» (Ярославль). Виступав за «Локомотив-2» (Ярославль), «Локомотив» (Ярославль), «Спартак» (Москва), «Ак Барс» (Казань), «Авангард» (Омськ).
У складі юніорської збірної Росії учасник чемпіонату світу 2003.
Досягнення
- Бронзовий призер юніорського чемпіонату світу (2003)
- Чемпіон Росії (2003, 2006), срібний призер (2007)
- Володар Кубка Гагаріна (2009, 2010)
- Володар Кубка європейських чемпіонів (2007)
- Володар Континентального кубка (2008).